# Psolus hypsinotus
Psolus hypsinotus is een zeekomkommer uit de familie Psolidae.
De wetenschappelijke naam van de soort werd in 1942 gepubliceerd door Svend Geisler Heding.